# Relações entre Brasil e Espanha
As relações entre Brasil e Espanha referem-se às relações bilaterais e diplomáticas entre a República Federativa do Brasil e o Reino de Espanha. O Brasil possui uma embaixada em Madrid e um consulado em Barcelona. A Espanha possui uma embaixada em Brasília e consulados em Porto Alegre, Rio de Janeiro e Salvador da Bahia.
De acordo com o BBC Serviço World Poll em 2013, 68% dos espanhóis vê a influência do Brasil de forma positiva, com 13% expressando uma visão negativa, no que é uma das percepções mais favoráveis do Brasil na Europa.

## Visitas de Estado
Em novembro de 2012, a presidente do Brasil Dilma Rousseff se reuniu com primeiro-ministro da Espanha Mariano Rajoy. O primeiro-ministro Rajoy disse: "O Brasil é uma potência mundial moderna e a Espanha está mais empenhada do que nunca no Brasil". Ele também disse: "O Brasil é o principal destino para o investimento espanhol na América Latina e o segundo no mundo. Com quase 55 mil milhões de euros de investimento acumulado, o Brasil responde por quase metade do nosso investimento na América Latina".